# Heinrich von Füllstein
Heinrich von Füllstein (auch Heinrich von Fulstein; tschechisch Jindřich z Fulštejna; lateinisch Henricus Follinsteinus, auch Henricus de Fulsteyn; † 7. Juni 1538) war ab 1505 Weihbischof in Breslau sowie Titularbischof von Nikopolis ad Iaterum und ab 1506 Weihbischof in Olmütz. Außerdem war er Kaplan am Hof der Oppelner Herzöge Johann II. und Nikolaus II.

## Leben
Heinrich entstammte dem westfälischen Adelsgeschlecht Fulmen. Sein Vorfahre Herbord von Fulmen kam im Gefolge des Olmützer Bischofs Bruno von Schauenburg nach Mähren. Für seine Verdienste im Kreuzzug gegen die Pruzzen wurde er von Bischof Bruno mit dem bischöflichen Gut Gotfriedsdorf belohnt, das zunächst in Fulmenstein und später in Füllstein umbenannt wurde. Heute heißt der Ort Bohušov.
Heinrich wurde um die Mitte des 15. Jahrhunderts vermutlich in Fulmenstein geboren. 1479 übernahm er mit seinen Brüdern Georg und Wenzel die von ihrem Vater Wilhelm von Füllstein (Vilém z Fulštejna) hinterlassenen Besitzungen. Es ist nicht bekannt, wann er in den geistlichen Stand trat. Für das Jahr 1481 ist er als Kanoniker der Breslauer Kathedrale belegt und später war er auch Kanoniker am Breslauer Kreuzstift. Als Dechant am Kollegiatstift in Glogau war er zugleich Pfarrer von Trebnitz, das er um 1500 gegen die Pfarrei Lüben eintauschte. 1505 wurde er zum Weihbischof in Breslau und zum Titularbischof von Nicopolis berufen. Nach dem Tod des Bischofs Johannes Roth am 21. Januar 1506 wurde am 22. März 1506 dessen Nachfolger Johannes Thurzo von seinem Bruder, dem Olmützer Bischof Stanislaus Thurzo, zum Bischof geweiht. Mitkonsekratoren waren der ebenfalls aus Mähren stammende ehemalige Bischof von Großwardein Johann Filipec sowie Heinrich von Füllstein. Im selben Jahr wurde Heinrich zum Weihbischof in Olmütz berufen.
Da Heinrich von Hause aus tschechisch sprach und im Herzogtum Oppeln Tschechisch Amtssprache war, wurde er von Herzog Nikolaus II., der gemeinschaftlich mit seinem Bruder Johann II. regierte, zum Hofkaplan berufen. Als Herzog Nikolaus II. am 26. Juni 1497 beim Fürstentag in Neisse versuchte, den Oberlandeshauptmann Kasimir von Teschen und den Breslauer Bischof Johannes Roth zu töten, wurde er einen Tag später zum Tode verurteilt und hingerichtet. Sein Hofkaplan Heinrich von Füllstein stand ihm in der letzten Stunde bei und setzte nach Nikolaus Angaben dessen Testament auf, bei dem Heinrich auch bedacht wurde. Durch die Erbschaft gewann er ein ansehnliches Vermögen, aus dem er u. a. wohltätige Stiftungen errichtete.
Am 7. Juli 1519 erteilte er der Marianischen Bruderschaft seine Zustimmung für die Stiftung eines Altar-Benefiziums in der Lübener Pfarrkirche. Er selbst war Altarist in Prausnitz und besaß zudem die Pfründe des Marienaltars in der Pfarrkirche in Altenburg bei Schweidnitz. Dieses war 1381 von Wischko von Michelsdorf gestiftet worden und stand unter dem Patronat der Äbtissin des Liegnitzer Benediktinerinnenklosters. Am 17. November 1521 erteilte er als Hauptkonsekrator dem Breslauer Bischof Jakob von Salza die Bischofsweihe. 1535 erhielt er ein Benefizium am Michaelisaltar in der Breslauer Kathedrale, das nur an Kanoniker verliehen werden durfte und mit der Erbherrschaft Krischanowitz bei Trebnitz verbunden war.
1536 wurde Heinrich als Vertreter des Breslauer Domkapitels zur Hochzeit des Münsterberger Herzogs Johann mit der aus Krakau stammenden Christina von Schidlowitz entsandt. Die Wahl fiel deshalb auf ihn, weil er auch die polnische Sprache beherrschte und angenommen wurde, dass die Braut der deutschen Sprache nicht mächtig sei.
Heinrich von Füllstein starb am 7. Juni 1538. Sein Leichnam wurde in der St.-Martin-Kirche in Fulmenstein beigesetzt. Dort befindet sich noch heute sein Grabstein. Bereits am 14. Januar 1511 hatte er ein Anniversarium für sich und seine Eltern gestiftet.